# Eucharis intermedia
Eucharis intermedia är en stekelart som beskrevs av Ruschka 1924. Eucharis intermedia ingår i släktet Eucharis och familjen Eucharitidae. Inga underarter finns listade i Catalogue of Life.